# نالیتباری
نالیتباری (به لاتین: Nalitabari) یک منطقهٔ مسکونی در بنگلادش است که در ناحیه شیرپور واقع شده‌است. نالیتباری ۳۲۷٫۶۱ کیلومتر مربع مساحت و ۲۲۶٬۳۳۲ نفر جمعیت دارد.